# ズハイル・ターリブ・アブドゥッ＝サッタール・アッ＝ナキーブ
ズハイル・ターリブ・アブドゥッ＝サッタール・アッ＝ナキーブ（زهير طالب عبد الستار النقيب Zuhair Talib Abd-al-Sattar Al-Naqib 1948年 - 2020年6月15日）は、イラクの軍人、陸軍中将。サッダーム・フセインの妹と結婚しており、サッダームの義弟に当たる。
2002年6月から2003年4月9日まで軍事情報局長を務めた。
フセイン政権崩壊後の03年4月23日、バグダードにてアメリカ軍に投降した。
投降する数週間前に、ズハイルは米紙「ロサンゼルス・タイムズ」とのインタビューに応じ、旧政権時代を振り返った。36年間イラク軍に勤めている間、自分は『ただ命令に従ってきた。それが軍だった。ある地位から別の地位に動くだけ』と答え、『私は命令に従っていただけだ。しかし、私が政権を信じていたかどうかという質問には答えない』とした。
軍事情報局長に任命された際には、『沈みつつある船に乗っている』と感じたが、ズハイルはその地位を去らなかった。その理由について、『私は全てが怖かった。イラク人の誰もが、政府が望まぬ限り軍を去ることはできなかった。それは個人の望みとは関係ない』とし、旧政権の犯罪行為に関わったのかとの質問には、『私が戦犯だというやつら（米軍）の証拠はいったい何なんだ？』と否定した。
いわゆる「イラクのお尋ね者トランプカード」に自身の写真と名前が掲載され、米軍に指名手配された際には、親族が投降を勧めたが、投降する最初の人物になることを恐れていたが、何人かの旧政権幹部が投降したことを知り、自分も投降することを決断したと語った。
イラクが大量破壊兵器を保有していたのかとの質問には、『絶対にそんなものはない』と身振りを交えて否定したが、国連査察団にそのことを証明する文書を提出するのを拒否したのはサッダームであったと明かし、『誰も彼に影響を与えることはできなかった』とした。
またズハイルによれば、湾岸戦争の後、イラク軍はその再建に失敗し、『12年間、軍の装備は（湾岸戦争停戦直後と）一緒だった。武器の交換の近代化もなかった。1990年に比べて50パーセントの戦力低下だった』と述べ、『米軍が首都に進攻してくれば、敗北は必至だった』とイラク軍の弱体化について証言し、『アメリカが、バクダードの主な場所、空港や宮殿に入ったら、もうそれは終わりを意味した』と語った。
イラク軍の装備の近代化が行われなかったことについては、サッダームが軍を信用しておらず『背信を恐れ、それが軍の効力を害することになったとしても煮え切らない決断を下していた』とし、経済制裁と軍の裏切りに対するサッダームの恐怖心が、イラク戦争開戦前から、イラク軍を屈従させていたと評した。
2006年5月14日、バディー・アーリフ弁護士によると、ズハイルが米軍拘置施設の劣悪な医療設備により糖尿病による合併症に引き起こし、両目を失明したことを明らかにした。
2020年6月15日、アンマンにて死去。